# Algo se enciende
Algo se enciente es un documental argentino con dirección y guion de Luciana Gentinetta estrenado en 2021 sobre la historia de Anahí Benítez, víctima de feminicidio en 2017 en Argentina. 

## Argumento
En julio de 2017 Anahí Benítez, de 16 años salió de su casa de Parque Barón en Lomas de Zamora para llegar hasta su escuela. El documental se centra en la movilización de sus compañeras y compañeros de la Escuela Normal Superior Antonio Mentruyt se organizaron para buscarla y reclamar la atención de las autoridades movilizando a la ciudadanía.

## Contexto
Algo se enciente surgió después del feminicidio de Anahí como una actividad artística de sus compañeros en la plaza de Lomas frente a la municipalidad.

## Reconocimientos
El documental fue presentado en FAFICI 2021 y logró el Mejor película en Competencia Nacional. En noviembre de 2021 fue seleccionado por la sección Pantalla para un debate del Festival Internacional de Cine de Gijón y en la sección para ja juventud Enfants Terribles.